# Yhorman Hurtado
Yhorman Hurtado (Chigorodó, Antioquia, Colombia, 14 de diciembre de 1996) es un futbolista colombiano que juega de lateral derecho. Su equipo actual es el Deportes Tolima de la Categoría Primera A.

## Estadísticas
- Actualizado de acuerdo al último partido jugado el 12 de julio del 2025.

| Club              | País     | Año        | Partidos | Goles | Asist |
| ----------------- | -------- | ---------- | -------- | ----- | ----- |
| Alianza Petrolera | Colombia | 2015-2022  | 156      | 6     | 1     |
| Deportivo Pasto   | Colombia | 2020-2021  | 8        | 0     | 0     |
| Águilas Doradas   | Colombia | 2022-2023  | 39       | 0     | 1     |
| Deportes Tolima   | Colombia | 2023 - Act | 98       | 6     | 4     |
| Total             | Total    | Total      | 301      | 12    | 6     |